# Marcos Paquetá
Marcos César Dias Castro, dit Marcos Paquetá (né le 27 août 1958 à Rio de Janeiro) est un footballeur brésilien, devenu entraîneur.

## Biographie
En tant qu'entraîneur, il a dirigé l'équipe nationale d'Arabie saoudite durant la coupe du monde 2006 avant de laisser sa place en mars 2007 à son compatriote Hélio.

## Palmarès
- Vainqueur du Saudi Premier League avec Al-Hilal FC
- Vainqueur du FIFA U17 en 2003 avec Brésil U17
- Vainqueur du FIFA U20 en 2003 avec Brésil U20
- Vainqueur du Ligue 1 LFP avec CR Belouizdad
- Vainqueur du Coupe d'Algérie avec CR Belouizdad